# Slobodna Dalmacija
Lo Slobodna Dalmacija (lett. "Dalmazia libera") è un quotidiano croato, il  più popolare in Dalmazia. Fu fondato a Spalato il 17 giugno 1943.